# 프로젝트 A
《프로젝트 A》(영어: Project A, 광둥어: A計劃, 월병: A Gai3 Waak6, 한자음: A계획, 직역: A 계획)는 1983년에 개봉된 홍콩의 액션 영화이다.

## 줄거리
19세기 후반, 마여룡 상사는 수개월 동안 선박을 약탈해 온 해적에 맞서 싸우는 홍콩 해양 경찰의 일원이다. 홍콩 경찰과 해양 경찰은 서로 강한 경쟁 의식을 가지고 있으며, 술집에서 싸움이 벌어진다. 직후 치 선장은 모든 선원을 지휘관에게 풀어주고, 해양 경찰의 배 두 척이 폭발한다.
갱스터 장과 초 씨는 VIP 클럽에서 만나 베트남으로 도주하는 것을 논의한다. 장이 떠나자마자 해적 중 한 명을 만나고, 그들은 해양 경찰선을 방해한 것에 대해 웃는다. 해적은 장에게 자신의 두목인 라삼포가 경찰 소총 100정을 원한다고 말한다.
마여룡과 그의 부대는 정규 경찰이 될 수밖에 없다. 그들은 치 선장의 조카인 홍 교관 아래에서 경찰의 "강도 높은 훈련"을 받아야 한다. 경찰은 장이 VIP 클럽에 있으며, 그곳의 손님들을 방해해서는 안 된다는 것을 알게 된 후, 마여룡과 홍 교관은 장을 체포하러 간다. 큰 싸움이 벌어진다. 경찰 내의 노골적인 부패에 지친 마여룡은 장을 즉시 체포하고 홍 교관에게 공로를 넘기라고 말한다. 이것이 홍콩 경찰관으로서 그의 마지막 공식적인 행동이다.
탁일비는 거리에서 마여룡을 발견한다. 그들은 대화를 나누고 탁일비는 경찰 내부의 누군가가 소총을 팔고 있다고 밝힌다. 탁일비는 마여룡에게 총만 원하고, 마여룡은 배신자를 잡을 수 있다고 말한다. 밤에 마여룡과 탁일비는 군대와 경찰 대장 사이의 총기 거래를 방해한다. 모두를 물에 빠뜨리고 총을 가지고 달아난 후, 탁일비는 소총을 통나무 안에 숨기고 빨간 깃발로 표시한다. 그는 나중에 갱스터와 해적에게 총을 팔려고 하지만, 마여룡은 탁일비의 빨간 깃발을 제거하고 대신 다른 통나무에 깃발을 꽂아 놓는다.
탁일비가 해적에게 소총을 팔려는 계획을 좌절시킨 후, 마여룡은 제독의 딸 위니와 대화를 나눈다. 그는 대장이 라삼포를 위해 소총을 밀수하는 것이 아니라, 부하들을 무장시키기 위해 군대에서 소총을 구매하고 있었다는 것을 알게 된다. 이 말을 우연히 들은 탁일비는 마여룡과 말다툼을 벌인다. 갱스터들이 탁일비를 쫓아오고, 그는 잃어버린 소총의 책임이 마여룡에게 있다고 말한다. 마여룡은 위니와 함께 도망칠 수밖에 없다. 탁일비와 팀을 이루고, 소총에 대한 정보를 얻기 위해 고문당하고, 시계탑에서 떨어진 후, 마여룡은 경찰에게 세 번째로 추적당하고, 경찰은 갱스터를 체포하는 동안 그가 도망치는 것을 돕는다.
소총을 잃은 해적들은 후방 제독을 포함한 승객들을 태운 배를 인질로 잡는다. 초 씨는 무기 대 인질 거래를 제안하고 대령은 동의한다. 대화를 우연히 들은 마여룡은 대령에게 맞서고, 경찰이 부패하면 갱스터와 해적이 결코 법을 두려워하지 않을 것이라고 설득한다. 마여룡이 인질을 구출하는 임무의 모든 책임을 맡기로 합의되었고, 대령은 해양 경찰이 완전한 병력으로 복귀하는 것을 허용한다.
초 씨는 경찰에 의해 잡혀와 마여룡과 홍 교관에게 라삼포에게 가는 방법을 알려줄 때까지 구타당한다. 마여룡은 초 씨로 위장하여 라삼포의 은신처로 가는 배에 탑승하고, 나머지 부대가 그들을 뒤따른다. 탁일비는 몰래 배에 올라 해적으로 위장한다. 많은 교묘한 잠입 작업 끝에 기병대가 도착하고, 해적 소굴 한가운데서 최후의 대결이 벌어진다. 마여룡, 홍 교관, 탁일비는 라삼포와 육탄전을 벌이고, 결국 그를 카펫에 말아 넣은 후 수류탄으로 죽인다. 전투 후, 그들은 뗏목을 타고 인질들을 홍콩으로 데려간다.

## 캐스팅
- 성룡 - 마여룡 역
- 홍금보 - 탁일비 역
- 원표 - 홍 교관 역
- 적위 - 라삼포 역
- 린웨이 - 주영령 역

## 한국판 성우진(KBS) (1996년 3월 9일)
- 장세준 - 마여룡(성룡)
- 문관일 - 탁일비(홍금보)
- 김민석 - 홍천사(원표)
- 정기항 - 지휘관(유극선)
- 주호성 - 지휘관(관해산)
- 이근욱 - 이초구(이해성)
- 한상덕 - 장삼(한의생) / 경찰청장
- 윤기황 - 주영령(린웨이)
- 신흥철 - 라삼포(적위) / 주영령의 부하(윤발)
- 안종익 - 마여롱의 동료(화성)
- 김태웅 - 주영령의 부하(장오랑) / 웨이터(두소명)
- 박상훈 - 경찰(왕곤)
- 함수정 - 위니(황만응)
- 홍승섭 - 마여롱의 동료(태포)
- 한호웅 - 경찰(당염찬)